# Peperomia patula
Peperomia patula är en pepparväxtart som beskrevs av C. Dc.. Peperomia patula ingår i släktet peperomior, och familjen pepparväxter. Inga underarter finns listade i Catalogue of Life.